# Elías Lumbreras Soto
Elías Roberto Lumbreras Soto (Ayacucho, 17 de abril de 1892 - siglo XX
) fue un abogado, hacendado y político peruano. Fue diputado por Ayacucho de 1945 a 1948, y de 1950 a 1956.

## Biografía
Nacido en Huamanga o Ayacucho, cursó sus estudios escolares en el Colegio Seminario "San Cristóbal" de su ciudad natal. Luego ingresó a la Universidad Nacional de San Agustín de Arequipa, donde se tituló de abogado y se graduó de bachiller en Jurisprudencia en 1924.
Ejerció como juez de primera instancia suplente y fiscal suplente, así como de abogado del Concejo Municipal, del Colegio Seminario y del Colegio Nacional "Mariscal Cáceres" de Ayacucho. Fue también teniente alcalde del Concejo Provincial y subdirector de la Sociedad de Beneficencia Pública.
En 1945 fue elegido diputado por la provincia de Huamanga, por lo que se trasladó con su familia a Lima. Asumió una posición independiente, en un Congreso dominado por las diversas tendencias del Frente Democrático Nacional, en la que destacaba por su combatividad los representantes del Partido Aprista (entonces denominado Partido del Pueblo), los cuales hicieron oposición al gobierno de José Luis Bustamante y Rivero.
El golpe de Estado de 29 de octubre de 1948 puso fin a su labor parlamentaria. Nuevamente fue elegido diputado por Ayacucho en 1950, desenvolviendo esta vez su función bajo el gobierno de Manuel Odría, que culminó en 1956.
En 1935 se casó con Rosa María Salcedo, unión de la que tuvo tres hijos, uno de los cuales fue el arqueólogo Luis Guillermo Lumbreras. Fue también un importante hacendado, con propiedades en las zonas aledañas a Huamanga.